# Биде
Биде је врста ниско монтираног лавабоа који служи за прање спољашњости гениталија и ануса.

## Историја
је француска реч за понија (малог коња). Овај назив је биде добио захваљујући чињеници да се исти јаше на сличан начин као што се јаше пони.
Биде је по својој прилици изум француских произвођача намештаја у касном 17. и раном 18. веку. Ипак ни оригинални изумитељ ни датум проналаска није тачно познат. Постоји теорија да је биде измислио Кристоф де Рози (фр. Christophe Des Rosiers) дизајнер намештаја за Француску краљевску породицу. Први писани податак у коме се спомиње биде потиче из 1710. године.
До 1900. године, захваљујући унапређењима водовода, биде се сели из спаваће собе у купатило.
Године 1960. појавили су се електрични бидеи који заправо представљају додатак класичној ВЦ шољи, а који се користе за купатила са мањком простора.

## Употреба
Биде се пре свега користи за прање гениталија и ануса као и околне коже. Такође се може користити за прање било ког другог дела тела. На пример, врло је згодан за прање стопала. Иако по изгледу личи на ВЦ шољу, по функцији је сличнији лавабоу или кади.
Особе које имају проблема са уласком у каду, могу у бидеу наћи одличну замену за одржавање хигијене. Људи којима је кретање ограничено, као што су старији, хендикепирани или болесни, могу да користе биде у случајевима када је употреба каде или туша неудобно или опасно.
Неки људи користе биде за купање беба. Ово не треба радити, осим ако је то једино за шта се биде користи; ово обавезно питајте домаћине, јер су бидеи за купање јако слични традиционалним.
Особе које нису упознате са наменом бидеа, често исти мешају са ВЦ шољом, писоаром или фонтаном за пијење воде. ВЦ шоља се користи пре коришћења бидеа. Биде је дизајниран тако да се на њему седи лицем према чесми уколико треба опрати гениталије, или леђима према чесми уколико треба опрати анус.
Коришћењем бидеа се постиже виши степен чистоће него коришћењем тоалет папира. Неки људи користе и једно и друго. ВЦ папир или мали пешкир се могу користити за сушење, после коришћења бидеа.
- У употреби је биде из 18-ог века
- Додатак за биде